# Església de la Purificació de Maria de la Salzadella
L'Església de la Purificació de Maria o de la Mare de Déu de la Candelera de la Salzadella, està situada al centre de la població. És la parròquia de la població, temple catòlic que pertany al bisbat de Tortosa.

## Història
L'església antiga, considerada menuda i antiquada, fou substituïda per l'actual. En 1733 es decideix canviar el disseny existent per realitzar un nou temple, i en 1736 comencen les obres dirigides per Antoni Granger i Josep Pau, que acaben l'any 1756 amb la darrera visura realitzada per Pau Gonel.
Després de les destrosses produïdes durant la Guerra Civil, es reconstrueix en 1964, gràcies a l'ajuda d'emigrants salzadellans residents a Mèxic.
És un Bé de Rellevància Local amb la categoria de Monument d'Interès Local per la Disposició Addicional Quinta de la Llei 5/2007, de 9 de febrer, de la Generalitat Valenciana, del Patrimoni Cultural Valencià.

## Arquitectura

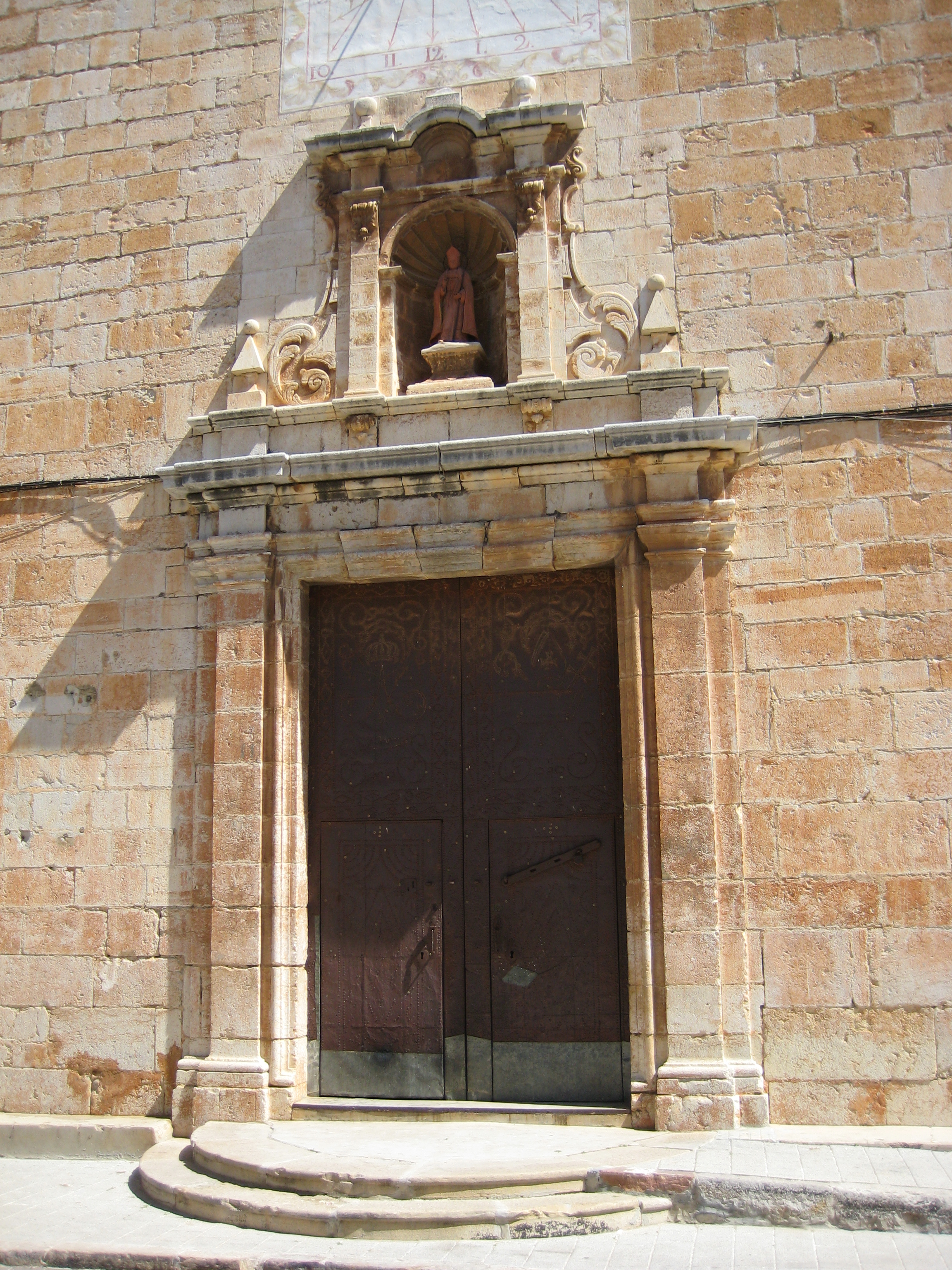
Portada

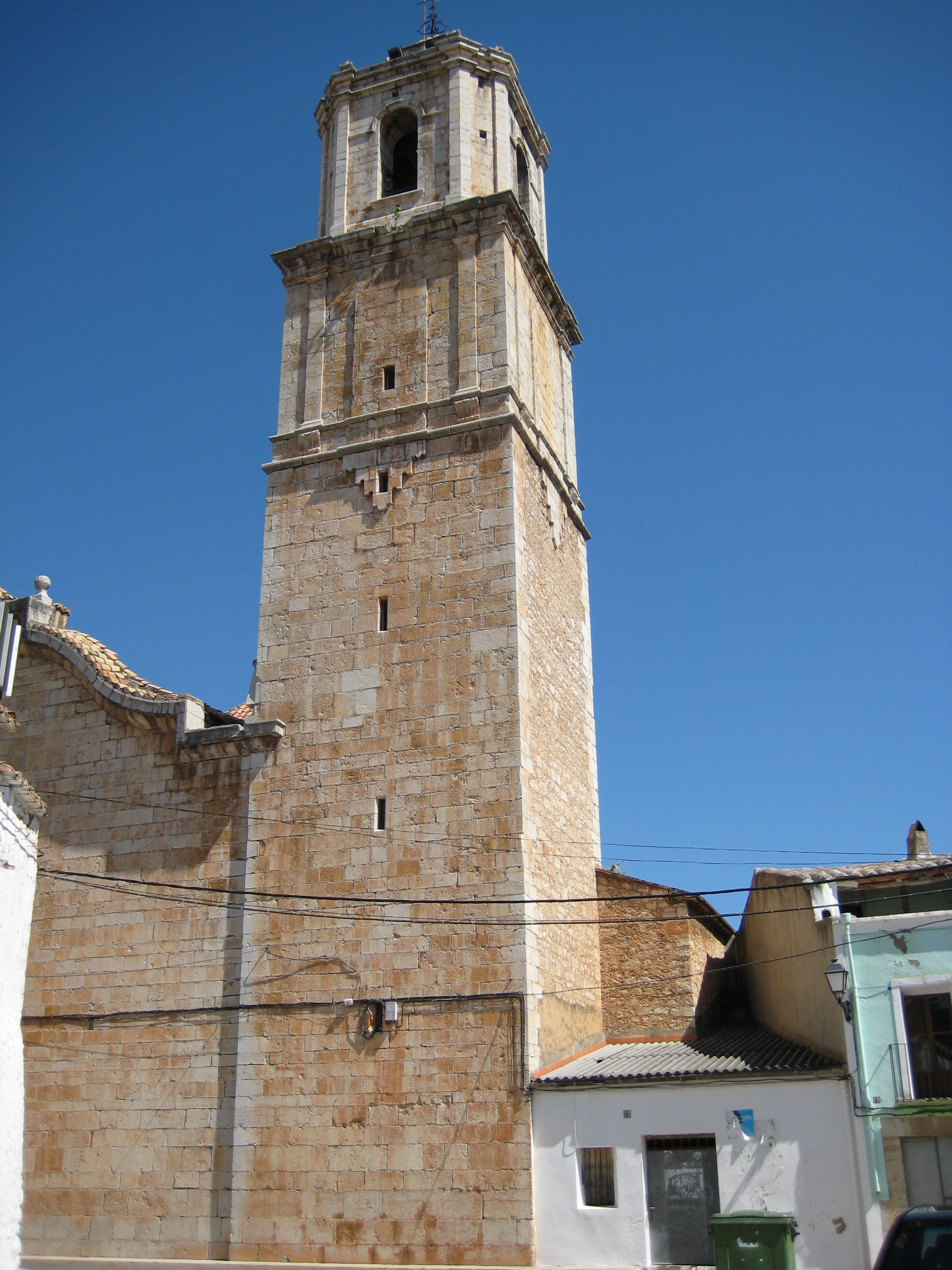
Torre del campanar

Temple de planta de creu llatina, amb una nau de tres trams amb capelles laterals comunicades entre si, creuer i presbiteri. En la capçalera hi ha la sagristia, i des de la segona capella lateral del costat de l'Epístola s'accedeix a la capella de la Comunió. La fàbrica és de maçoneria excepte la façana i el campanar.
La nau es cobreix amb volta de canó amb llunetes, el creuer, la sagristia i la capella de la Comunió amb cúpula, els braços del transsepte i el presbiteri, amb volta de canó, i les capelles laterals, amb volta bufada. A l'exterior, la coberta de dos aiguavessos, cobreix la nau i les capelles laterals, i la cúpula del creuer queda amagada per una teulada de quatre aiguavessos.
La façana principal, als peus de l'església, té perfil mixtilini, i porta adossada la torre campanar al costat de l'Epístola. Aquest frontis està centrat en una senzilla portada, amb obertura d'arc de llinda i perímetre motllurat, protegida per pilastres dòriques que suporten un entaulament, i per dalt, una fornícula apetxinada amb la imatge del patró de la població, Sant Blai, emmarcada per pilastres i coberta per una cornisa mixtilínia. Al damunt un rellotge de sol del segle xix, i per sobre, una finestra.
La torre del campanar és de planta quadrada i tres cossos, els dos primers, massissos amb espitlleres, on el segon té pilastres dòriques i un rellotge. El tercer cos, el de les campanes, és xamfranat, amb obertures de mig punt en cada cara. Al damunt, un petit edicle amb obertures en les cares.

## Col·lecció museogràfica parroquial
El més important són les peces d'orfebreria (calzes gòtics, reliquiari de la Vera Creu, Creu processional d'argent amb punxó de València, Creu gòtica de cristall de roca, Custòdia barroca) i els ornaments religiosos amb brodats de finals del segle xvi.